# Huelga general de Barcelona de septiembre de 1931
La huelga general de Barcelona de septiembre de 1931 fue una huelga convocada en la ciudad condal por la Federación Local de Sindicatos Únicos, ocurrida durante los días 3,4 y 5 de ese mes, que paralizó la industria, el transporte público y privado, el alumbrado, gran parte de los comercios y la limpieza pública en dicha ciudad y en otras de su entorno, como Sabadell, Tarrasa, Mataró y Manresa.

## Causa
El pretexto que motivó la huelga general fueron los hechos ocurridos el día anterior en la Cárcel Modelo de Barcelona, en la cual se produjo un motín instigado por los presos políticos allí condenados, que protestaban con una huelga de hambre para reclamar su liberación. Durante la mañana del día 2 de septiembre, el gobernador civil de Barcelona, Oriol Anguera de Sojo, visita a los presos, pero ante el chantaje de estos utilizando la huelga de hambre, el gobernador decide no negociar con ellos. Ello provoca una rebelión, que se extiende a los presos comunes, en la que se incendian puertas y colchones en los pasillos de la prisión, y se incendia la capilla y la imprenta de la cárcel. La guardia de asalto reprime el levantamiento asaltando la cárcel en pocas horas y sofoca el motín.
La huelga entra dentro del contexto de los continuos conflictos sociales que afectaron a Barcelona durante los primeros meses de la República.

## Sucesos ocurridos

### 3 de septiembre
Se inicia la huelga con la paralización de la industria, el transporte público y el alumbrado de la ciudad. El comercio inicialmente abre ese día, pero tras las coacciones de los sindicalistas, casi todos acceden y cierran las persianas. El paro fue absoluto en el puerto y en el transporte particular de automóviles.
A primera hora de la mañana, dos automóviles que circulaban por el Paseo de San Juan, que habían sido requisados por la autoridad, fueron parados por un grupo de huelguistas que no sabían que se trataba de policías. Los agentes se apearon de los coches y se dirigieron al grupo para detenerlos, disparándolos e hiriendo a cuatro de ellos.
Otro suceso ocurrió a las ocho de la mañana, en la calle del Carmen, cuando un grupo de piquetes intentó que un automóvil particular regresase al garaje. Unos guardias de Seguridad, al percatarse de la situación procedió a cachearlos pero estos dispararon contra los guardias, hiriendo gravemente a uno de ellos. Se produce una refriega con disparos entre unos y otros, hiriéndose varias personas.
En la misma mañana, un grupo intentó prender fuego a la iglesia del barrio de Collblanc, sofocado rápidamente por los bomberos.

### 4 de septiembre
Durante las primeras horas del día, la guardia civil advierte que en un solar de la calle Lope de Vega, hay reunida gente en actitud sospechosa. Al darles el alto, el grupo responde disparando contra la Benemérita. Tras dispersarse el grupo, se encuentran rifles, bombas de mano y una pistola.
Por otro lado, en el local del Sindicato único de la Construcción de  la calle Mercaders, se produce una reunión de obreros que genera sospechas en la policía, por lo que el gobernador ordena un registro del mismo. Al llegar los guardias, desde los balcones y azoteas se hicieron varios disparos contra los policías, hiriendo a dos de ellos. Los guardias respondieron al tiroteo y se inició un asedio al local. La situación de alarma se desencadenó por toda la zona, creándose un cordón de seguridad. A las cuatro de la tarde, llegan refuerzos del ejército al lugar. Con intención de negociar, entran en el local el alcalde, Jaime Aguadé y el jefe de los mozos de escuadra Pérez Farrás, y pactan una rendición. Tras la entrada del ejército, se detiene a unas 150 personas.
Esa misma mañana, en los alrededores de la plaza de la República, se produce un tiroteo entre guardias y huelguistas, así como otro en la calle Montcada, muriendo una persona en el mismo.
Al llegar a la Jefatura Superior de Policía detenidos unos sesenta obreros, se negaron a entrar en el calabozo. Cuando los guardias de seguridad intentaron reducirlos, se produjo un tiroteo, matando los guardias a tres de los detenidos e hiriendo a cinco. El resto de los detenidos fueron conducidos a los calabozos.

### 5 de septiembre
Continúa la huelga general, aunque con menor intensidad. El transporte público sigue sin funcionar aunque el comercio si que abrió. En el puerto continuó el paro total. A medida que avanzaba la jornada, se volvía a la normalidad.

## Respuesta de las autoridades
Durante el 3 de septiembre, el Gobernador Civil Oriol Anguera de Sojo, responsable del orden público en la provincia de Barcelona, afirmó que la transgresión a la ley sería castigada con la fuerza adecuada, y que se reprimiría todo acto de hostilidad. Asimismo, suspendió la edición del periódico Solidaridad Obrera.
El presidente de la Generalidad de Cataluña, Francesc Macià, se encontraba en Ribas de Freser descansando, y volvió urgentemente a Barcelona el día 3 tras conocer los hechos ocurridos.
El alcalde de la ciudad, Jaime Aguadé, se lamentaba del abandono de los servicios sanitarios por parte de los huelguistas. Reunido por la tarde del día 3 con los concejales del ayuntamiento, se acordó constituirse en sesión permanente mientras durara el conflicto.
El día 4, el gobernador civil, manifiesta que la huelga se ha extendido a otras poblaciones de la provincia y que los presos eran custodiados en el buque "Dédalo", debido al mal estado de la prisión Modelo. El gobernador sigue insistiendo en que todo intento de resistencia sería reprimido con gran energía y alaba la actitud de las fuerzas de seguridad.
Varios representantes de la CNT, se entrevistaron con el alcalde con el fin de gestionar una retirada de la policía del cerco al local de la calle Mercaders, a lo que el gobernador se mostraba contrario. Sin embargo, la intercesión de Maciá logró convencer a Anguera de Sojo para que se facilitara la salida de los sitiados a cambio de que fueran detenidos. Maciá se adelantó a los acontecimientos, diciendo que la huelga había terminado, cuando realmente duró un día más. Asimismo, el presidente de la Generalidad de Cataluña hizo una alocución ciudadana advirtiendo de que todo acto revolucionario y violento así como la omisión para evitar dichos actos se debían considerar actos negativos para Cataluña y para la República española.
El día 5, el gobernador civil informa que se va extendiendo la normalidad a la ciudad, y que en ese día ya no había habido incidentes destacables. Molesto con algunos periódicos por sus editoriales, insiste en que nunca había habido dejación de sus funciones. La Generalidad de Cataluña, ante las críticas por su pasividad, informa que no cuenta con facultades en orden público y manifiesta su total adhesión a Francesc Macià y  condena  la utilización de la violencia. Las discrepancias en la gestión de la huelga entre Oriol Anguera de Sojo y Francesc Macià fueron evidentes.

## Balance de víctimas
Murieron un total de diez personas y seis policías quedaron heridos. Se detuvo a 260 personas.